# Moderntimes Kammerorchester für Alte und Neue Musik
moderntimes_1800 war ein 2003 von Ilia Korol und Julia Moretti gegründetes österreichisches Kammerorchester in Innsbruck. Es trat als historisches oder modernes Orchester auf, aber auch in kleineren Besetzungen bis zum Quartett.

## Geschichte und Programmatik
In seinen Programmen interessiert sich das Ensemble vor allem für thematische rote Fäden, für Kontraste verschiedener Epochen, aber auch für die gegenläufigen kulturellen und gesellschaftlichen Entwicklungen innerhalb einer Epoche. Daher ergeben sich als Konsequenz Verflechtungen mit Literatur und verschiedenen dramatischen Formen bis hin zur Oper.
Seit seiner Gründung war moderntimes_1800 unter anderem bei der Eröffnung der Wiener Festwochen 2004, bei den Ruhrtriennalen 2005 und 2006 sowie in zahlreichen deutschen und österreichischen Konzertsälen zu Gast. Bei den Salzburger Festspielen 2006 führte das Orchester zusammen mit Michael Schade, Patricia Petibon, Juliane Banse, Tobias Moretti und Sylvie Rohrer die Produktion Der Liederabend auf.
2011 legte Julia Moretti die Leitung des Orchesters zurück. Seither lassen sich keine Aktivitäten von moderntimes_1800 nachweisen.

## Musikstil
Die Jahreszahl 1800 im Orchesternamen verweist auf eine der bewegtesten Epochen der europäischen Geschichte, in der sich Gesellschaft, Politik und Kultur grundlegend verändern und die Weichen für die europäische Moderne stellen. Der Übergang vom 18. zum 19. Jahrhundert markiert die Schwelle eines Epochensturzes, mit Umbruch und Neuorientierung in den unterschiedlichsten Bereichen.
moderntimes_1800 bedient sich des Instrumentariums und der Spielweisen der jeweiligen Entstehungszeit eines Werkes, in der Überzeugung, dass die Musiksprache einer Epoche mit ihren eigenen Klangmitteln am lebendigsten zum Ausdruck gebracht werden kann.